# Vaux-en-Bugey
Vaux-en-Bugey è un comune francese di 1 234 abitanti situato nel dipartimento dell'Ain della regione dell'Alvernia-Rodano-Alpi.

## Storia

### Simboli
Lo stemma comunale è stato adottato l'11 dicembre 1987.

## Società

### Evoluzione demografica
Abitanti censiti

## Amministrazione

### Gemellaggi
- Redavalle, dal 1994